# Spider-Man (série de jeux vidéo d'Insomniac Games)
Pour les articles homonymes, voir Spider-Man (homonymie).
Marvel's Spider-Man est une série de jeux vidéo d'action-aventure développés par Insomniac Games et édités par Sony Interactive Entertainment pour les consoles PlayStation et Microsoft Windows. Basés sur des personnages apparaissant dans les publications de Marvel Comics, les jeux s'inspirent des histoires à succès de ces comics, tout en les dérivant comme vu ponctuellement dans d'autres médias. La série suit principalement les protagonistes Peter Parker et Miles Morales, qui combattent le crime à New York en tant que Spider-Men tout en faisant face aux complications de leurs véritables vies.
La série a commencé avec Marvel's Spider-Man et son extension de contenu téléchargeable (DLC) The City that Never Sleeps, qui est sortie sur PlayStation 4 en fin d'année 2018. Le DLC a ensuite été inclus dans le jeu de base et est sorti sous le nom de Spider-Man Remastered pour la PlayStation 5 en novembre 2020, puis sur Microsoft Windows en août 2022. Un jeu standalone, Marvel's Spider-Man: Miles Morales, est sorti sur PlayStation 4 et PlayStation 5 en novembre 2020 aux côtés de Spider-Man Remastered, puis grâce à un portage sur Microsoft Windows daté fin 2022. Deux titres supplémentaires sont actuellement en développement : Marvel's Spider-Man 2 (2023) qui est la suite directe du jeu original, et Marvel's Wolverine, jeu axé sur le Wolverine situé dans la même continuité que les jeux Spider-Man.
Les deux jeux actuellement sortis dans la série Marvel's Spider-Man ont rencontré un certain succès commercial et ont été acclamés par les critiques, faisant les éloges du récit, des personnages et de leur doublage, des graphismes et du gameplay en général qui a convaincu l'ensemble des joueurs. La série s'est vendue au total à plus de 33 millions d'exemplaires dans le monde. Divers romans liés de Titan Books et des bandes dessinées publiées par Marvel Comics ont été publiés, élargissant l'univers des jeux. La version d'Insomniac de Spider-Man est également apparue dans l'événement de comics Spider-Geddon en 2018, qui a désigné la série comme se déroulant sur "Earth-1048" dans le multivers de Marvel Comics.

## Conception et développement
Depuis 1998, les jeux vidéo mettant en vedette des personnages de Marvel Comics avaient été principalement développés et publiés par l'éditeur de renom Activision, le personnage Spider-Man apparaissant dans plusieurs de ces jeux, à la fois en tant que personnage jouable principal ou en tant que personnage secondaire depuis les années 2000. Cependant, le vice-président de Marvel Games, Jay Ong, est arrivé à la conclusion en 2016 de réfléchir aux termes de l'accord entre Marvel et Activision qui avaient besoin de périodes de développement plus rapides pour ces jeux-là afin de lier ces produits aux films à venir du Marvel Cinematic Universe, basés sur les propriétés de Marvel. Ong se remémora à quel point il était "difficile de réussir" dans ces circonstances à la suite de plusieurs cas de jeux où "il n'y avait plus assez de temps pour sortir quelque chose de vraiment formidable". Insatisfait du rendement de l'éditeur, Marvel Games aurait choisi de mettre fin au partenariat avec Activision en 2014, juste avant la sortie du film lié au jeu, The Amazing Spider-Man 2,. Lors d'une réunion avec des dirigeants de la maison d'édition, Activision demandera à Jay Ong : "Qu'allez-vous faire de cette franchise (IP) après l'avoir récupérée ?". Jay Ong citera un besoin de "trouver une meilleure maison pour cela" en réponse, le représentant de l'éditeur lui répondit en retour, "Bonne chance pour trouver votre licorne". 
Pour rajeunir l'IP, l'objectif principal d'Ong était de trouver "un partenaire d'édition qui n'avait pas adopté la mentalité des "jeux sous licence merdiques"", ainsi qu'un ayant "un intérêt direct qui bénéficierait de la construction d'une franchise". En particulier, Marvel Games cherchait à créer une IP de jeu autour de l'un de leurs personnages qui rivaliserait avec la série Batman: Arkham de WB Games et Rocksteady Studios, légitimée auprès de la presse par sa vulgarisation des adaptations de jeux vidéo basées sur des personnages de bandes dessinées. Les principaux candidats considérés pour diriger le nouvel engagement de Marvel envers les jeux AAA étaient Microsoft Studios, Sony Interactive Entertainment et Nintendo. Nintendo a été initialement exclu en raison de leur dévouement perçu à poursuivre des jeux en utilisant leurs propres personnages et franchises (bien qu'ils finissent par collaborer avec Marvel pour développer Marvel Ultimate Alliance 3: The Black Order en 2019 pour Nintendo Switch), tandis que Microsoft a refusé l'offre de Marvel en raison d'un désir de se concentrer sur la construction de leurs propres IP. Finalement, Jay Ong rencontra les dirigeants de Sony, Adam Boyes et John Drake, afin de proposer un accord de développement global avec Marvel, dans l'espoir qu'ils pourraient collaborer et "battre Arkham et avoir au moins un jeu et peut-être plusieurs jeux qui pourraient conduire à l'adoption" des plates-formes PlayStation de Sony,.  
SIE a finalement signé l'accord, incitant sa vice-présidente du développement de produits Connie Booth à rendre visite au développeur d'Insomniac Games afin de s'entretenir avec le PDG du studio Ted Price, sur des discussions pour le projet potentiel de Marvel tenues de manière confidentielle,. Price a été décrit comme étant "assez neutre" vis-à-vis des perspectives de développement d'un jeu basé sur une propriété de Marvel Comics, car Insomniac jusqu'à présent travaillait uniquement sur ses propres franchises originales. Cependant, son équipe de développement était relativement enthousiaste à propos de ce projet. Comme Marvel a permis à Insomniac de sélectionner l'un de leurs personnages à adapter, l'équipe a choisi Spider-Man en raison de sa capacité à se rapporter à la dynamique présentée entre l'héroïsme de Spider-Man et de son alter-ego civil, Peter Parker. Ils devaient également trouver la manière d'adapter ce personnage intimidante, en raison de sa popularité, en plus des nombreuses histoires et interprétations existantes du personnage à la fois dans les bandes dessinées et dans d'autres médias. Néanmoins, ils ont ainsi salué ce défi, en particulier la directrice artistique Jacinda Chew, qui a consulté des ressources en ligne et divers membres du personnel de Marvel afin de cultiver une connaissance approfondie du personnage. 
Le directeur de la création, Bryan Intihar a déclaré : "J'ai l'impression qu'il est le héros à qui l'on peut le mieux s'identifier. Autant j'aime Tony Stark, mais il est difficile de s'identifier à un milliardaire. Autant j'aime Thor, mais il est difficile de s'identifier à un dieu. Peter fait des erreurs, il a ses hauts et ses bas dans sa carrière, ses relations, sa famille. Je pense que nous pouvons tous comprendre cela." Price a déclaré ensuite : "Il est tellement humain et tellement semblable à nous. C'est aussi le personnage Marvel le plus populaire au monde, à mon avis". Price a également pris en compte les avantages techniques, Sunset Overdrive a un système de traversée dynamique qui pouvait être développé pour Spider-Man. Spider-Man est devenu la première propriété sous licence développée par Insomniac au cours de ses 22 ans d'existence. 
Dès l'annonce du titre dérivé Marvel's Spider-Man: Miles Morales pour PlayStation 4 et PlayStation 5, le vice-président de Sony, Simon Rutter, a déclaré au Telegraph que le jeu était "une extension et une amélioration du jeu précédent". Cependant, Insomniac a qualifié plus tard le projet de jeu unique, déclarant qu'il s'agissait de "la prochaine aventure dans l'univers Spider-Man de Marvel ". Il est plus petit en taille et en portée que Spider-Man et a été comparé à Uncharted: The Lost Legacy, un jeu qui servait d'extension autonome de taille et de portée plus petites qu'un titre principal d'Uncharted. Le jeu a également été décrit comme présentant "une nouvelle histoire, avec de nouveaux décors, de nouveaux méchants et des quêtes uniques". 
Au cours du développement de Marvel's Spider-Man, Insomniac, Marvel et SIE ont discuté des perspectives de futurs jeux basés sur les propriétés de Marvel Comics au-delà de Spider-Man, l'équipe d'Insomniac suggérant continuellement leur désir de travailler sur un jeu mettant en vedette Wolverine. L'équipe de développement a été attirée par le personnage à travers la boussole morale similaire qu'il partage avec Spider-Man, notamment le fait que "les deux héros se sentent profondément obligés de défendre les personnes qui sont moins capables de le faire". Insomniac a finalement choisi de présenter cette idée à Marvel et à Sony en tant que prochaine propriété sous licence à la suite de leur collaboration fructueuse entre les deux parties sur le développement de Spider-Man. Marvel's Wolverine est actuellement développé aux côtés de Marvel's Spider-Man 2 (2023), qui a été annoncé conjointement en septembre 2021 lors d'un PlayStation Showcase par PlayStation. Pour ce dernier jeu, Bryan Intihar et Ryan Smith sont les directeurs créatifs et directeurs du jeu, reprenant respectivement leurs rôles lors du premier jeu Spider-Man.
En juin 2022, Sony Interactive Entertainment a annoncé que les jeux de la série Marvel's Spider-Man commenceraient à sortir sur Microsoft Windows aux côtés des versions PlayStation déjà existantes à commencer par Spider-Man Remastered le 12 août 2022 et Miles Morales à l'automne 2022, marquant une autre poussée de l'éditeur à sortir ses différents titres PlayStation Studios sur PC. Insomniac Games a en outre confirmé que le studio de support Nixxes Software, que Sony a acquis en juillet 2021, aiderait à porter les jeux sur PC,,,.    

## Jeux
| Année | Titre                                             | Développeur     | Plate-forme                                         |
| --- | ------------------------------------------------- | --------------- | --------------------------------------------------- |
| 2018 | Marvel's Spider-Man                               | Insomniac Games | PlayStation 4, PlayStation 5 2, Microsoft Windows 2 |
| 2018 | Marvel's Spider-Man: The City that Never Sleeps 1 | Insomniac Games | PlayStation 4, PlayStation 5 2, Microsoft Windows 2 |
| 2020 | Marvel's Spider-Man: Miles Morales                | Insomniac Games | PlayStation 4, PlayStation 5, Microsoft Windows     |
| 2023 | Marvel's Spider-Man 2                             | Insomniac Games | PlayStation 5                                       |
| NC | Marvel's Wolverine                                | Insomniac Games | PlayStation 5                                       |
| Notes : 1. Contenu téléchargeable pour Marvel's Spider-Man. 2. Version remasterisée de Marvel's Spider-Man. |                                                   |                 |                                                     |

| 2018    | Marvel's Spider-Man                |
| 2018    | The City that Never Sleeps (DLC)   |
| 2019    |                                    |
| 2020    | Marvel's Spider-Man: Miles Morales |
| 2020    | Marvel's Spider-Man Remastered     |
| 2021    |                                    |
| 2022    |                                    |
| 2023    | Marvel's Spider-Man 2              |
| À venir | Marvel's Wolverine                 |

### Marvel's Spider-Man(2018)
Marvel's Spider-Man est la première entrée de la série, le jeu est sortie sur PlayStation 4 en septembre 2018. Se déroulant huit ans après le début de la carrière de Peter Parker en tant que Spider-Man, il se concentre sur le seigneur du crime surhumain Mister Negative et son complot visant à prendre le contrôle de la pègre de New York. Lorsqu'il menace de libérer un virus mortel avec l'aide d'un groupe de super-vilains évadés connus sous le nom de Sinister Six, Spider-Man doit l'affronter et sauver la ville tout en s'occupant des problèmes personnels de son personnage civil. Il est accompagné dans ses efforts par sa partenaire du Daily Bugle et ex-petite amie Mary Jane Watson, la capitaine du département de police de New York (NYPD), Yuri Watanabe, et Miles Morales, fils de l'officier du NYPD décédé dans une attaque suicide, Jefferson Davis,.  

#### The City that Never Sleeps(2018)
Insomniac Games a donné suite au jeu principal avec une campagne inclus dans le contenu téléchargeable (DLC), The City that Never Sleeps, composée de trois épisodes qui sont sortis mensuellement d'octobre à décembre 2018. Se déroulant quelques mois après les événements du jeu de base, le DLC voit Spider-Man combattre une nouvelle vague de criminalité dirigée par le chef de la mafia physiquement amélioré Hammerhead, avec l'aide de la voleuse experte et ancienne amante Felicia Hardy, et Silver Sablinova, propriétaire et exploitante du groupe de mercenaires Sable International. 

#### Marvel's Spider-Man Remastered(2020)
Marvel's Spider-Man Remastered rassemble à la fois le jeu original et les trois chapitres de The City that Never Sleeps. Le remaster propose en outre de nombreuses améliorations graphiques et d'affichages, à savoir la mise en œuvre de deux préréglages de jeu : le "Fidelity Mode" pour augmenter les détails graphiques du jeu et permettre le lancer de rayons (ray tracing) en temps réel, et le "Performance Mode" pour mettre à l'échelle la résolution de manière dynamique tout en augmentant la fréquence d'images par seconde (FPS). Une troisième option d'affichage, "Performance RT", a été ajoutée après le lancement du jeu afin de permettre le ray tracing en temps réel tout en augmentant les capacités de performance. Les autres fonctionnalités incluent le "chargement quasi instantané" réalisé par le SSD de la console ainsi que la prise en charge de la technologie audio 3D de Sony et du retour haptique du contrôleur DualSense. Le remaster introduit un modèle de Peter Parker en jeu retravaillé re-capturé par Ben Jordan, en remplacement de l'acteur original John Bubinak, et comprend également des combinaisons supplémentaires non disponibles initialement dans la version originale sur PlayStation 4, y compris l'exclusif "Black and Gold Suit" & " Hybrid Suit", inspiré des costumes portés par Peter Parker dans les films du Marvel Cinematic Universe (MCU) Spider-Man: No Way Home (2021),,,.    
Le jeu est initialement sorti en novembre 2020 dans le monde entier en tant que jeu de lancement pour la PlayStation 5, et a été inclus dans l'édition ultime du jeu standalone Marvel's Spider-Man : Miles Morales sur console. Il est autrement possible de l'obtenir en mettant à niveau la version PS4 de Miles Morales et en achetant le remaster individuellement, puis d'autoriser la fonctionnalité de sauvegarde croisée entre la version PS5 et la version PS4 originel de Marvel's Spider-Man. Une version Microsoft Windows du jeu remastérisé, développé par le studio récemment acquis par Sony, Nixxes Software a été annoncée en juin 2022 durant un State of Play et publiée comme un nouveau jeu sur Steam et l'Epic Games Store dans le monde entier le 12 août 2022,,. La version PC du remaster bénéficie de nombreuses améliorations techniques, telles que la prise en charge du NVIDIA DLSS et du DLAA, la compatibilité avec les moniteurs d'affichage ultra-larges et panoramiques, un préréglage d'affichage supplémentaire appelé "Ultimate RT" pour les cartes graphiques NVIDIA et AMD compatibles, la prise en charge native de divers contrôleurs, du clavier et de la souris et des options pour déverrouiller les fréquences d'images par seconde afin d'améliorer les performances en jeu,,.   

### Marvel's Spider-Man: Miles Morales(2020)
Marvel's Spider-Man: Miles Morales est sorti en novembre 2020 sur la PlayStation 4, en tant que titre de lancement pour la PlayStation 5, et devrait sortir pour Microsoft Windows à l'automne 2022. Le jeu suit le jeune ami de Parker, Miles Morales, qui a acquis des pouvoirs similaires au Spider-Man de Parker à la fin du jeu original et a ensuite été formé par Parker lui-même. Lorsque Parker et Mary Jane partent en voyage ensemble en Symkarie pendant quelques semaines, Miles doit défendre New York, seul, en tant que nouveau Spider-Man et doit protéger son nouveau foyer, Harlem, après avoir été pris entre les feux croisés d'une guerre entre la Roxxon Energy Corporation et une armée criminelle possédant des armes de très hautes technologies appelée lUnderground, dirigée par le mystérieux Tinkerer,.  

### Marvel's Spider-Man 2(2023)
Marvel's Spider-Man 2 est sorti le 20 octobre 2023 sur la PlayStation 5, il est la suite directe de son prédécesseur. Peter Parker et Miles Morales sont de retour dans cette nouvelle aventure vidéoludique originale signée Insomniac Games. Comme son prédécesseur, Spider-Man 2 est un jeu d'action-aventure en monde ouvert qui vous met dans la peau des deux hommes-araignées. Vous devrez affronter les criminels de New-York comme les grands méchants iconiques des comics, et ici en l'occurrence l'abominable symbiote Venom. La principale nouveauté de cet opus est d’incarner les deux Spiderman Peter Parker et Miles Morales, qui doivent faire face à de nouveaux ennemis ensemble, ce qui change la manière de combattre du joueur.

### Marvel's Wolverine
Marvel's Wolverine, basé sur le personnage du même nom, est en développement et devrait sortir sur PlayStation 5. Le jeu présente une narration différente de ses prédécesseurs et sera dans le même univers que les jeux Marvel's Spider-Man,.

## Personnages
| Personnages                             | Jeux                | Jeux                             | Jeux                               | Jeux                  | Jeux               |
| Personnages                             | Marvel's Spider-Man | The City that Never Sleeps (DLC) | Marvel’s Spider-Man: Miles Morales | Marvel's Spider-Man 2 | Marvel's Wolverine |
| --------------------------------------- | ------------------- | -------------------------------- | ---------------------------------- | --------------------- | ------------------ |
| Personnages                             | 2018                | 2018                             | 2020                               | 2023                  | NC                 |
| Peter Parker Spider-Man                 | Yuri Lowenthal,     | Yuri Lowenthal,                  | Yuri Lowenthal,                    | Yuri Lowenthal,       |                    |
| Miles Morales Spider-Man                | Nadji Jeter,        | Nadji Jeter,                     | Nadji Jeter,                       | Nadji Jeter,          |                    |
| Mary Jane Watson                        | Laura Bailey        | Laura Bailey                     |                                    | Laura Bailey          |                    |
| J. Jonah Jameson                        | Darin De Paul       | Darin De Paul                    | Darin De Paul                      | Darin De Paul         |                    |
| Jefferson Davis                         | Russell Richardson  |                                  | Russell Richardson                 |                       |                    |
| Wilson Fisk Caïd                        | Travis Willingham   |                                  | Travis Willingham                  |                       |                    |
| Felicia Hardy Chatte Noire              | Erica Lindbeck      | Erica Lindbeck                   |                                    |                       |                    |
| Rio Morales                             | Jacqueline Pinol    |                                  | Jacqueline Pinol                   |                       |                    |
| Otto Octavius Doctor Octopus            | William Salyers     |                                  | William Salyers                    |                       |                    |
| Martin Li Mr. Negative                  | Stephen Oyoung      |                                  |                                    |                       |                    |
| May Parker                              | Nancy Linari        |                                  |                                    |                       |                    |
| Harry Osborn                            | Scott Porter        |                                  |                                    |                       |                    |
| Norman Osborn                           | Mark Rolston        |                                  | Mark Rolston                       |                       |                    |
| Silver Sablinova                        | Nichole Elise       | Nichole Elise                    |                                    |                       |                    |
| Screwball                               | Stephanie Lemelin   | Stephanie Lemelin                |                                    |                       |                    |
| Herman Schultz Shocker                  | Dave B. Mitchell    |                                  |                                    |                       |                    |
| MacDonald "Mac" Gargan Scorpion         | Jason Spisak        |                                  |                                    |                       |                    |
| Aleksei Sytsevich Rhino                 | Fred Tatasciore     |                                  | Fred Tatasciore                    |                       |                    |
| Maxwell "Max" Dillon Electro            | Josh Keaton         |                                  |                                    |                       |                    |
| Adrian Toomes Vautour                   | Dwight Schultz      |                                  | Dwight Schultz                     |                       |                    |
| Lonnie Lincoln Tombstone                | Corey Jones         |                                  |                                    |                       |                    |
| Venom                                   |                     |                                  |                                    | Tony Todd,            |                    |
| Yuri Watanabe                           | Tara Platt          | Tara Platt                       |                                    |                       |                    |
| Anthony "Tony" Masters Maître de corvée | Brian Bloom         |                                  |                                    |                       |                    |
| Morgan Michaels                         | Phil Morris         |                                  |                                    |                       |                    |
| Joseph Martello Hammerhead              |                     | Keith Silverstein                |                                    |                       |                    |
| Walter Hardy                            |                     | Daniel Riordan                   |                                    |                       |                    |
| Curtis "Curt" Connors Lézard            |                     |                                  | NC                                 |                       |                    |
| Aaron Davis Rôdeur                      |                     |                                  | Ike Amadi                          |                       |                    |
| Simon Krieger                           |                     |                                  | Troy Baker                         |                       |                    |
| Ganke Lee                               |                     |                                  | Griffin Puatu                      |                       |                    |
| Phin Mason Bricoleur                    |                     |                                  | Jasmin Savoy Brown                 |                       |                    |
| Rick Mason                              |                     |                                  | Todd Williams                      |                       |                    |
| Sergei Kravinoff Kraven le chasseur     |                     |                                  |                                    | NC                    |                    |
| James "Logan" Howlett Wolverine         |                     |                                  |                                    |                       | NC                 |

## Autres médias

### Musique
La musique des deux premiers Marvel's Spider-Man pour l'instant sortis a été composé par John Paesano,. Les bandes sonores respectives de Marvel's Spider-Man et de Marvel's Spider-Man: Miles Morales sont sortis en streaming numérique ainsi qu'en vinyle physique en collaboration avec Mondo,. De plus, trois pistes vocales ont été produites pour la bande originale de Miles Morales : "I'm Ready" de Jaden Smith, et "Where We Come From" et "This is My Time" de Lecrae. 

### Comics

#### Marvel's Spider-Man: City at War(2019)
Marvel's Spider-Man: City at War a été publié par Marvel Comics en tant que première entrée sous le label Gamerverse en mars 2019, servant d'adaptation en comic du récit de la campagne principale de Marvel's Spider-Man, tout en développant les événements qui se sont produits dans le jeu. L'adaptation a été écrite par Dennis Hopeless, avec des illustrations de Luca Maresca et du coloriste David Curiel. 

#### Marvel's Spider-Man: Velocity(2019)
Marvel's Spider-Man: Velocity, publié plus tard en 2019, raconte une histoire originale se déroulant dans la continuité du jeu. L'histoire se déroule entre les événements de la campagne principale de Marvel's Spider-Man et les événements du contenu téléchargeable additionnel en trois parties, The City that Never Sleeps, explorant l'origine derrière la création de la Velocity Suit par Peter Parker, en plus de sa rencontre avec le supervillain Swarm, et une enquête distincte menée par Mary Jane et son collègue du Daily Bugle, Ben Urich, sur Haley Harvey, autrement surnommée le Speed Demon,.  

#### Marvel's Spider-Man: The Black Cat Strikes(2020)
Marvel's Spider-Man : The Black Cat Strikes, publié en 2020, est une série de comics tiré dans une proportion limitée adaptant une nouvelle fois les événements lié au contenu téléchargeable en trois parties, The City that Never Sleeps. Dennis Hopeless et Luca Maresca reprennent respectivement leurs fonctions de scénariste et de dessinateur. En plus d'adapter directement les événements du récit du jeu, l'histoire développe également la relation et l'histoire entre Peter Parker et Felicia Hardy, à travers des scénarios non décrits dans les chapitres DLC. 

### Romans

#### Marvel's Spider-Man: Hostile Takeover(2018)
Marvel's Spider-Man : Hostile Takeover a été écrit par David Liss et publié par Titan Books le 21 août 2018. Il s'agit du premier roman écrit dans l'univers des jeux Marvel's Spider-Man et est un préquel aux événements précédant la campagne principale de Marvel's Spider-Man. Le roman détaille l'action continue de Peter Parker pour exposer les activités illégales de l'homme d'affaires Wilson Fisk en tant que parrain du crime, sa rencontre avec son sosie justicier Blood Spider et sa confrontation avec la nièce de substitution de Fisk et superhéroïne, Maya Lopez / Echo, qui est convaincue par Fisk que Spider-Man a tué son père,.  

#### Marvel's Spider-Man: Miles Morales - Wings of Fury(2020)
Marvel's Spider-Man: Miles Morales - Wings of Fury a été écrit par Brittney Morris et publié par Titan Books le 10 novembre 2020. Il s'agit d'un roman préquel aux événements de la campagne du contenu téléchargeable The City that Never Sleeps sorti en 2018 et le jeu standalone Marvel's Spider-Man : Miles Morales sorti en 2020. L'histoire dépeint la première collaboration de Morales avec Peter Parker / Spider-Man, alors que les deux justiciers entreprenaient d'appréhender Adrian Toomes / Vulture, qui s'est échappé de la prison du Raft et a fait équipe avec sa fille Tiana Toomes, sous le pseudonyme "Starling",.  

### Art books

#### Marvel's Spider-Man: The Art of the Game(2018)
Marvel's Spider-Man: The Art of the Game a été écrit par Paul Davies et a été publié par Titan Books le 11 septembre 2018. Cet art book compile de nombreuses pièces d'art conceptuel et des rendus des personnages du jeu, ainsi que divers éléments tels que des lieux, des costumes et des technologies vu en jeu, associés à un aperçu supplémentaire du processus de création du jeu par les développeurs, les artistes et les concepteurs qui ont travaillé sur le projet. 

#### Marvel's Spider-Man: Miles Morales - The Art of the Game(2021)
Marvel's Spider-Man: Miles Morales - The Art of the Game, a été écrit par Matt Ralphs et a été publié par Titan Books le 23 février 2021. L'artbook compile une nouvelle fois les illustrations conceptuelles et divers rendus visibles en jeu des personnages, technologies, lieux, gadgets et costumes réalisés tout au long de la période de développement du titre. 

## Apparitions dans des médias externes

### Intégration dans le multivers de Marvel Comics
Le Peter Parker d'Insomniac Games est apparu dans l'événement crossover "Spider-Geddon" en 2018. C'est une suite du scénario sorti en 2014 nommé "Spider-Verse" écrit par Christos Gage et publié par Marvel Comics le 26 septembre 2018, après la première apparition du personnage dans l'univers Marvel's Spider-Man. Il a établi que les événements du jeu se déroulaient dans l'univers de "Earth-1048" au sein du multivers de Marvel. Dans cette histoire, Parker s'associe à la Superior Spider-Army dirigée par Superior Spider-Man (Otto Octavius), afin de combattre les Héritiers récemment libérés et d'éviter la mort de tous les Spider-People à travers le multivers. L'histoire de Spider-Geddon se déroule après les événements du jeu et présente également la version de l'univers de Tarantula,.  

### Film
- L'Advanced Suit de Parker dans Marvel's Spider-Man est représenté dans le Spider-Lair parmi la gamme de costumes alternatifs portés dans la réalité où Peter Parker est Miles Morales dans le film d'animation Spider-Man: Into the Spider-Verse sorti en 2018[97].

### Jeux vidéos
- Marvel's Iron Man VR est un jeu sorti en 2020, qui a également été publié par Sony Interactive Entertainment, et a de nombreux liens implicites avec les événements de Marvel's Spider-Man suggérant une tentative de connexion entre les jeux. L'une de ces références potentielles peut être entendue lorsque Iron Man décrit Norman Osborn comme étant sur une "glace mince" à la suite d'événements controversés à New York, ce qui, selon un article de journal plus tard, était lié à la thérapie génique, dont le résultat serait l'Incident du souffle du diable vu dans le jeu Marvel's Spider-Man[98]. Oscorp peut par ailleurs être vu dans le jeu, et les écrans de chargement détaillent les antécédents de l'entreprise, comme ayant été fondée à la fois par Norman Osborn et Otto Octavius (ce qui correspond à l'origine d'OsCorp dans Marvel's Spider-Man). Le réalisateur Ryan Payton a déclaré plus tard que malgré l'intention du développeur de raconter un récit autonome, "il existe définitivement des opportunités de relier les mondes" et il espérait que les deux jeux pourraient partager certaines références l'un avec l'autre[99].
- La série Marvel's Spider-Man, parmi d'autres titres développés par Insomniac Games, a été référencée dans Astro's Playroom, sorti en 2020, qui est un jeu inclus gratuitement dans la PlayStation 5 à son lancement. Le jeu comportait de nombreuses allusions à diverses franchises publiées ou exclusives aux consoles PlayStation. En entrant dans la zone Caching Caves, tourner au sud-est des Shock Walls mène à une pièce avec un Astro Bot suspendu à l'envers à une toile au plafond, faisant référence à une pose communément associée au personnage de Spider-Man[100].

## Accueil
| Jeux                               | Metacritic                |
| ---------------------------------- | ------------------------- |
| Marvel's Spider-Man                | 87/100 (PS4) 87/100 (PC)  |
| Marvel's Spider-Man: Miles Morales | 84/100 (PS4) 85/100 (PS5) |

Les deux jeux actuellement sortis dans la série Marvel's Spider-Man ont rencontré un accueil très positif et un bon succès commercial. Les critiques ont cité Marvel's Spider-Man comme l'un des meilleurs jeux basés sur des comics jamais créés, avec des médias spécialisés tels que VentureBeat et Game Informer comparant positivement le jeu à Batman: Arkham Asylum sorti en 2009, un jeu qui a été généralement couvert de louange pour avoir brisé les conventions associées aux jeux basés sur des personnages de comics avec sa réinterprétation du mythe de Batman,. Les mécanismes de gameplay du jeu étaient un autre point d'éloge, beaucoup louant les innovations et les améliorations apportées aux systèmes de balancement avec la toile et sa fluidité. EGMNOW a commenté que le gameplay de Marvel's Spider-Man était plus rationalisé par rapport aux fonctions similaires présentes dans l'adaptation du jeu vidéo Spider-Man 2 qui était lui sorti en 2004. Le système de combat a également été loué pour sa fluidité et l'accent mis sur les nombreux gadgets et l'utilisation de l'environnement pour effectuer des combos d'attaques,, IGN observant en outre comment la profondeur du système de combat du jeu permettait l'improvisation. L'histoire a reçu des éloges particuliers de la part des critiques et des fans. USGamer a spécifiquement cité le récit comme l'aspect le plus fort du jeu et a souligné l'interprétation de l'histoire de Peter Parker et du casting des personnages secondaires très réussi, tandis que GamesRadar+ a décrit les personnages comme étant doublés et interprétés avec une profondeur et un charisme auxquels il ne s'attendait pas". Le portage remastérisé pour PlayStation 5 et Microsoft Windows a également reçu des éloges supplémentaires pour ses fonctionnalités mise à jour, les améliorations graphiques tels que les textures des visages et des cheveux, et les améliorations supplémentaires qui ont rapproché le jeu du rendu plus réaliste du jeu Miles Morales, bien que le remplacement de John Bubinak par Ben Jordan comme acteur de capture faciale pour Peter Parker a suscité des avis mitigés sur ce point précis,. La version PC a été particulièrement apprécié pour son optimisation plutôt réussie sur la plupart des ordinateurs et sa compatibilité avec le Steam Deck,,.   
Marvel's Spider-Man: Miles Morales qui lui est sorti en 2020, a également bénéficié de critiques tout aussi positifs. Jonathon Dornbush d'IGN a apprécié les nouvelles améliorations PS5 du jeu et le contenu secondaire plus convaincant. Chris Carter de Destructoid  a fait l'éloge de l'histoire du jeu et des nouvelles capacités de Miles. Andrew Reiner de Game Informer a apprécié les améliorations apportées au combat et à la région de Harlem. 

### Ventes
En février 2024, la série Marvel's Spider-Man s'était vendue à plus de 50 millions d'exemplaires dans le monde. Marvel's Spider-Man a réussi à vendre 3,3 millions d'unités, y compris celles fournies avec les consoles PlayStation 4, dans les trois premiers jours suivant sa sortie, ce qui a permis au titre de dépasser la barre des 3,1 millions d'unités précédemment atteinte par God of War, qui était sorti la même année, pour devenir la sortie de jeu vidéo exclusive à l'écosystème PlayStation Studios la plus vendue de l'histoire de Sony Interactive Entertainment, ainsi que l'exclusivité PlayStation 4 la plus vendue en tout, jusqu'à ce que ce record soit battu par Final Fantasy VII Remake en 2020, le jeu de Square Enix s'écoulant à 3,5 millions d'unités dans le même délai. Le média USA Today a également estimé que le jeu avait rapporté au moins 198 millions de dollars au cours de cette période pour le constructeur nippon, dépassant le total de 117 millions de dollars au box-office national accumulé par le film du Marvel Cinematic Universe, Spider-Man: Homecoming en 2017. De plus, les projections de ventes du NPD Group ont noté que Marvel's Spider-Man avait généré des ventes 37% fois plus élevées au cours du premier mois de sa sortie que les totaux combinés pour tous les jeux Spider-Man précédents sortis depuis 1995. En juillet 2019, Marvel's Spider-Man est devenu le jeu le plus vendu basé sur un personnage de comics, battant les ventes combinées total de Batman : Arkham City sorti en 2011, développé par WB Games et Rocksteady, après avoir déjà obtenu le titre du jeu basé sur des comics le plus vendu aux États-Unis en novembre 2018. Le jeu est également devenu l'un des titres de la PlayStation 4 développés en Occident les plus vendus au Japon, n'étant dépassé que par Call of Duty: Black Ops 4 sorti en 2018 et Minecraft sorti en 2011, ainsi que le jeu de Sony Interactive Entertainment le plus vendu développé en Occident depuis Crash Bandicoot : Warped pour la PlayStation de 1994, qui avait été développé par Naughty Dog en 1998. La version remastérisée du jeu pour Microsoft Windows est sorti avec un pic dans les premiers jours du jeu de 63 384 joueurs simultanés sur la plate-forme Steam, ce qui en fait le deuxième plus grand lancement d'un titre PlayStation Studios sur Steam après God of War en janvier 2022. 
La version PlayStation 4 de Marvel's Spider-Man: Miles Morales sorti en 2020 s'est vendue à 22 882 exemplaires physiques au cours de sa première semaine de mise en vente au Japon, ce qui en fait le huitième jeu physique le plus vendu de la semaine dans le pays. Au cours de la même semaine, la version PlayStation 5 était le dixième jeu sorti en physique le plus vendu au Japon, avec 18 640 exemplaires physiques. Marvel's Spider-Man: Miles Morales était également le jeu de lancement physique de la PlayStation 5 le plus vendu au Royaume- Uni. En Allemagne, le jeu s'est vendu à plus de 100 000 exemplaires au cours du mois de son lancement et à 200 000 exemplaires fin décembre 2020. Au 18 décembre 2020, le jeu s'était vendu au total à 663 000 exemplaires numériquement sur les plates-formes PlayStation 4 et PlayStation 5. Le 22 avril 2021, Jeff Grubb de VentureBeat a rapporté que le jeu avait dépassé en termes de vente à la fois The Last of Us Part II et Ghost of Tsushima, deux jeux sortis en 2020, en ce qui concernait les ventes globales. À la date du 18 juillet 2021, le jeu s'était vendu à plus de 6,5 millions d'exemplaires dans le monde entier,. Miles Morales était le douzième jeu le plus vendu de 2020 et le sixième jeu le plus vendu de 2021 aux États-Unis,.
Le 14 février 2024, Insomniac Games communique que Marvel's Spider-Man 2 s'est écoulés à plus de 10 millions d'exemplaires dans le monde, ce qui porte le total pour la série à 50 millions d'exemplaires.